# سیاره سبز (دبی)

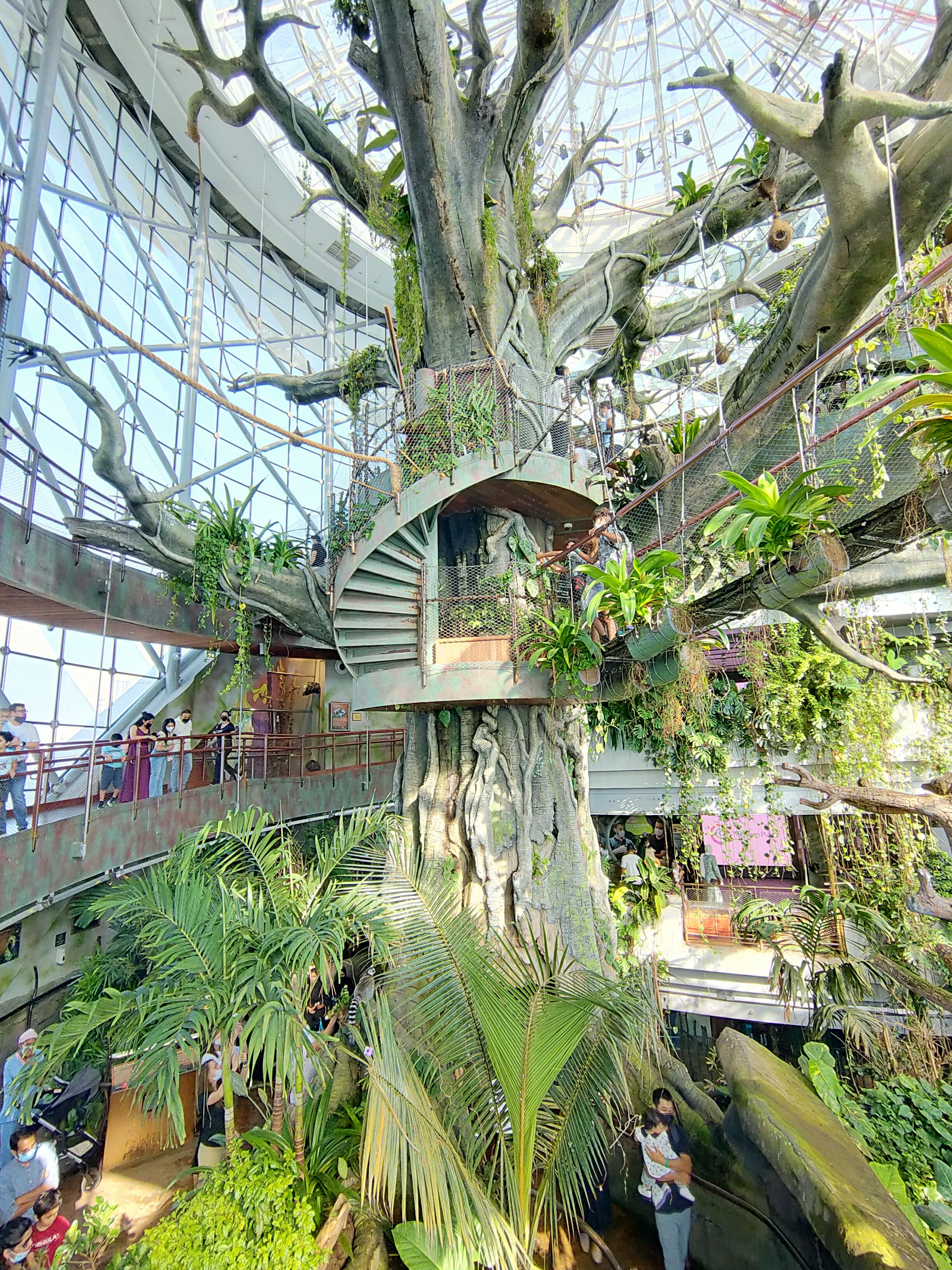
درخت مصنوعی و پل (راست)

سیاره سبز (عربی: الكوكب الأخضر) یک باغ وحش و باغ سرپوشیده در منطقه سیتی واک دبی، امارات متحده عربی است. بیش از ۳۰۰۰ گیاه و حیوان در یک جنگل بارانی مصنوعی استوایی از جمله پرندگان، خزندگان و ماهی‌ها نگهداری می‌شود. آنها در محیط‌های باز نگهداری می‌شوند، اما دست زدن به آنها مجاز نیست.
اکوسیستم سرپوشیده سیاره سبز در سال ۲۰۱۶ با ۳۰۰۰ گیاه و حیوان افتتاح شد. این جاذبه توسط شرکت مِراس (Meraas) ایجاد شده است.

## ساختار

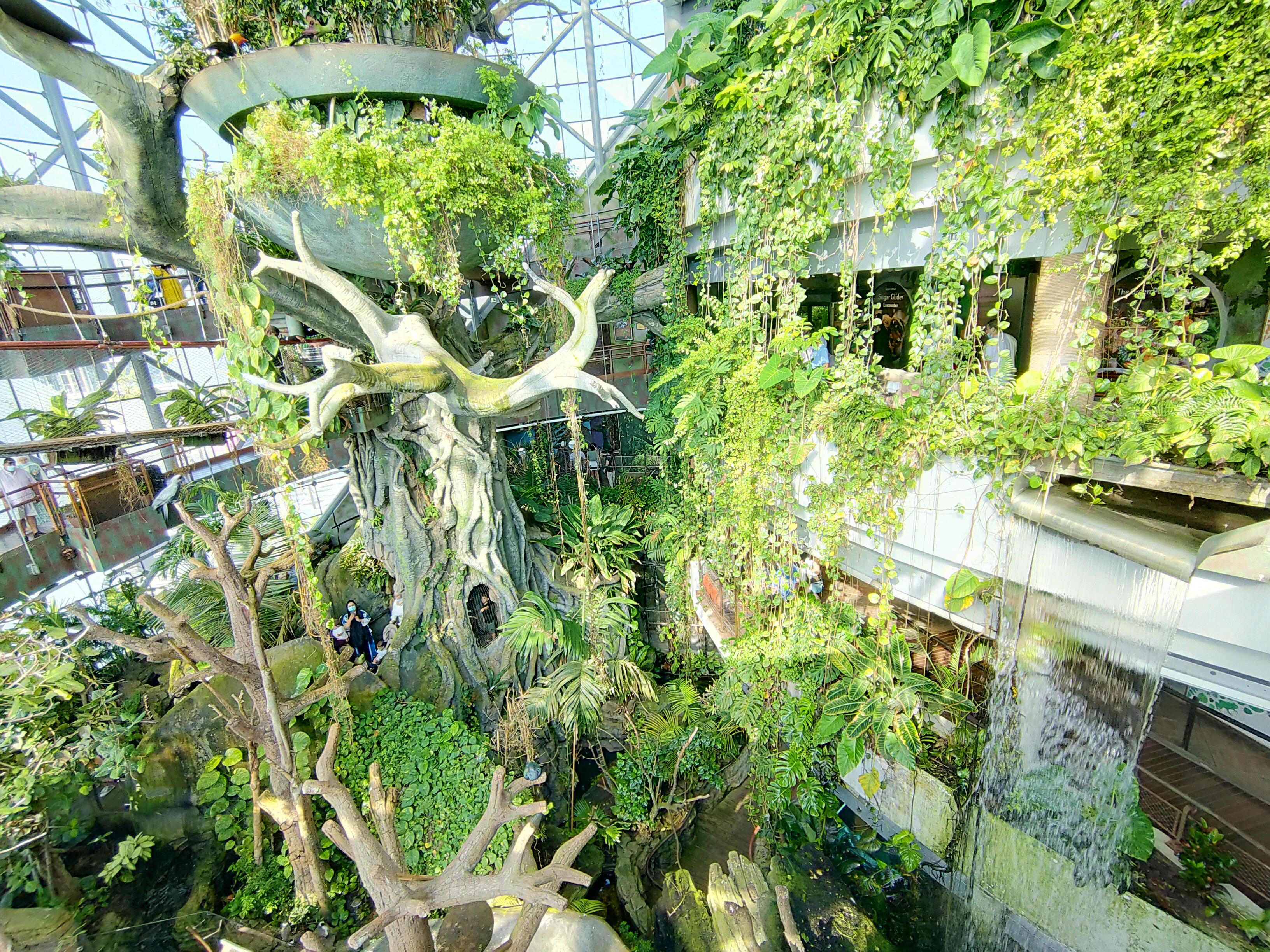
درخت و آبشار مصنوعی (راست)

مساحت گنبد زیستی ۶۰۰۰۰ فوت مربع و نمای بیرونی ساختمان به صورت مورب به دو قسمت تقسیم شده است. یک قسمت استوانه‌ای با شیشه ساخته شده است، در حالی که قسمت دیگر با روزنه‌های دایره‌ای کوچک پوشیده شده است. در مرکز گنبد زیستی، درختی ۸۲ فوتی (۲۵ متری) با تنه مصنوعی وجود دارد. یک پل کوچک به درخت متصل می‌شود که می‌تواند تنها چهار نفر را در یک زمان در خود جای دهد. یک آبشار مصنوعی نیز وجود دارد. بازدیدکنندگان از طریق آسانسور وارد طبقه چهارم می‌شوند و با استفاده از یک شیب مارپیچ به سمت پایین می‌روند. علاوه بر این، آسانسور و پله‌هایی برای دسترسی به حیوانات در زیرزمین وجود دارد. خزندگان در هر سطحی با اطلاعاتی در مورد آنها به نمایش گذاشته می‌شوند. سیاره سبز اولین گنبد زیستی منطقه است که یک جنگل گرمسیری را با تنوع زیستی غنی بیش از ۳۰۰۰ گیاه و جانور بازسازی کرده است. این گنبد دارای گواهینامه جهانی LEED (رهبری در طراحی انرژی و محیط زیست) است که کاملاً با مقررات و مشخصات ساختمان سبز شهرداری دبی مطابقت دارد.
حیوانات به نمایش گذاشته شده شامل: تنبل، روباه پرنده، خفاش دم‌کوتاه سبا، مارهای آناکوندا و یک خرس‌گربه.